# El foraster (pel·lícula)
|  | Aquest article tracta sobre la pel·lícula de William Wyler. Si cerqueu el programa de televisió, vegeu «El foraster (programa de televisió)». |

 El foraster (original: The Westerner) és una pel·lícula estatunidenca dirigida per William Wyler el 1940. Ha estat doblada al català.

## Argument
La ciutat de Vinegaroon, Texas és dirigida pel jutge Roy Bean (Walter Brennan) que s'anomena "l'única llei a l'oest de Pecos." Dirigint els seus "judicis" des del seu saló, Bean porta una vida corrupta, acaparant multes i propietats que pren il·legalment. Els que es resisteixen són normalment penjats amb el que Bean anomena "sentencies suspeses".
Cole Harden (Gary Cooper) és un vagabund acusat de robar un cavall pertanyent al principal sequaç de Bean, Chickenfoot (Paul Hurst). El judici de Harden ho serà per un jurat compost pels seguidors de Bean; fins i tot el de la funerària espera frisós el veredicte i el subsegüent penjament. Bean desestima les al·legacions de Harden en el sentit que va comprar el cavall legalment a un altre home. Adonant-se de l'obsessió del jutge amb l'actriu anglesa Lily Langtry, Harden afirma haver conegut Miss Langtry, haver parlat amb ella, i haver intimat. El jutge retarda la pena de mort fins que Harden li enviï un floc dels cabells de l'actriu, que suposadament té a El Paso. El retard és prou llarg perquè el verdader lladre del cavall (Tom Tyler) aparegui i sigui mort.
Malgrat el seu sentit deformat de justícia i natura corrupta, Bean aprecia Harden, considerant-lo com alguna cosa d'un esperit familiar. Harden és tan atrevit com Bean quan, i el jutge sent com una mena d'amistat per a ell. Però aquesta "amistat" no atura Bean d'intentar disparar Harden quan el vagabund dona suport a un grup de grangers- dirigits per Jane-Ellen Mathews (Doris Davenport) i el seu pare Caliphet (Fred Stone). Els grangers han estat lluitant amb Bean per terrenys pel bestiar durant molt temps. Harden intenta treure el millor del jutge. Fins i tot salva Bean d'un intent de linxament. Però fracassa, i es crema una collita de blat de moro i Mr. Mathews mort, Harden no té cap elecció i passa a l'acció. Es presenta per xèrif de comtat i treu una ordre d'arrest contra Bean

## Repartiment
- Gary Cooper: Cole Hardin
- Walter Brennan: El jutge Roy Bean
- Doris Davenport: Jane-Ellen Mathews
- Fred Stone: Caliphet Mathews
- Paul Hurst: Chickenfoot
- Chill Wills: Southeast
- Charles Halton: Mort Borrow
- Forrest Tucker: Wade Harper
- Tom Tyler: King Evans
- Lupita Tovar: Teresita
- Lilian Bond: Lily Langtry
- Dana Andrews: Bart Cobble

## Al voltant de la pel·lícula
- El jutge Roy Bean (1823-1902) és ben conegut dels lectors de Lucky Luke. Paul Newman el va encarnar igualment a  Jutge i Fugitiu  de John Huston (1972).
- Walter Brennan va rebre per tercera vegada l'Oscar al millor actor secundari.

## Premis i nominacions

### Premis
- 1941. Oscar al millor actor secundari per Walter Brennan

### Nominacions
- 1941. Oscar al millor guió original per Stuart N. Lake
- 1941. Oscar a la millor direcció artística per James Basevi